# Les Escletxes

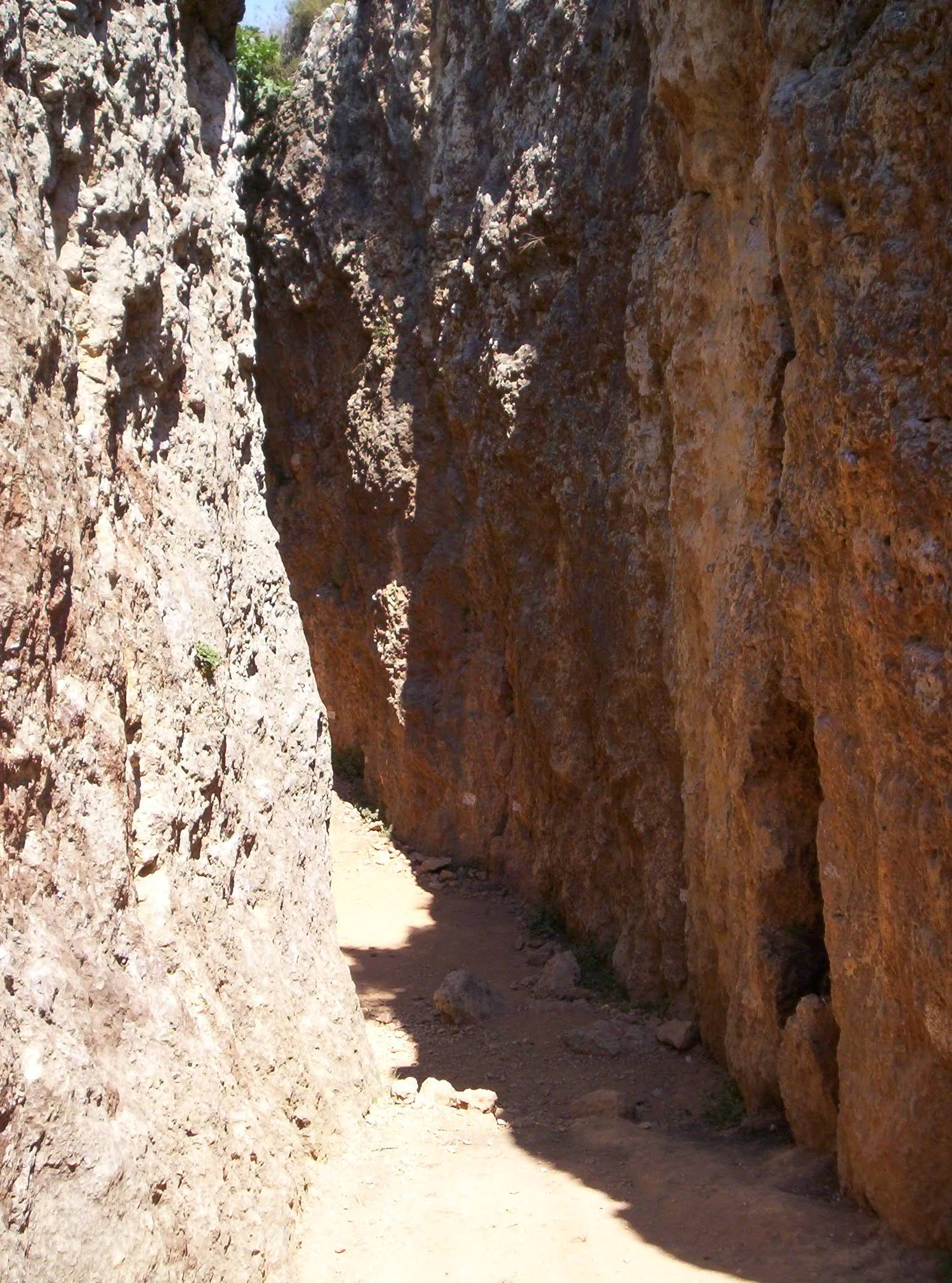
Les Escletxes al Papiol

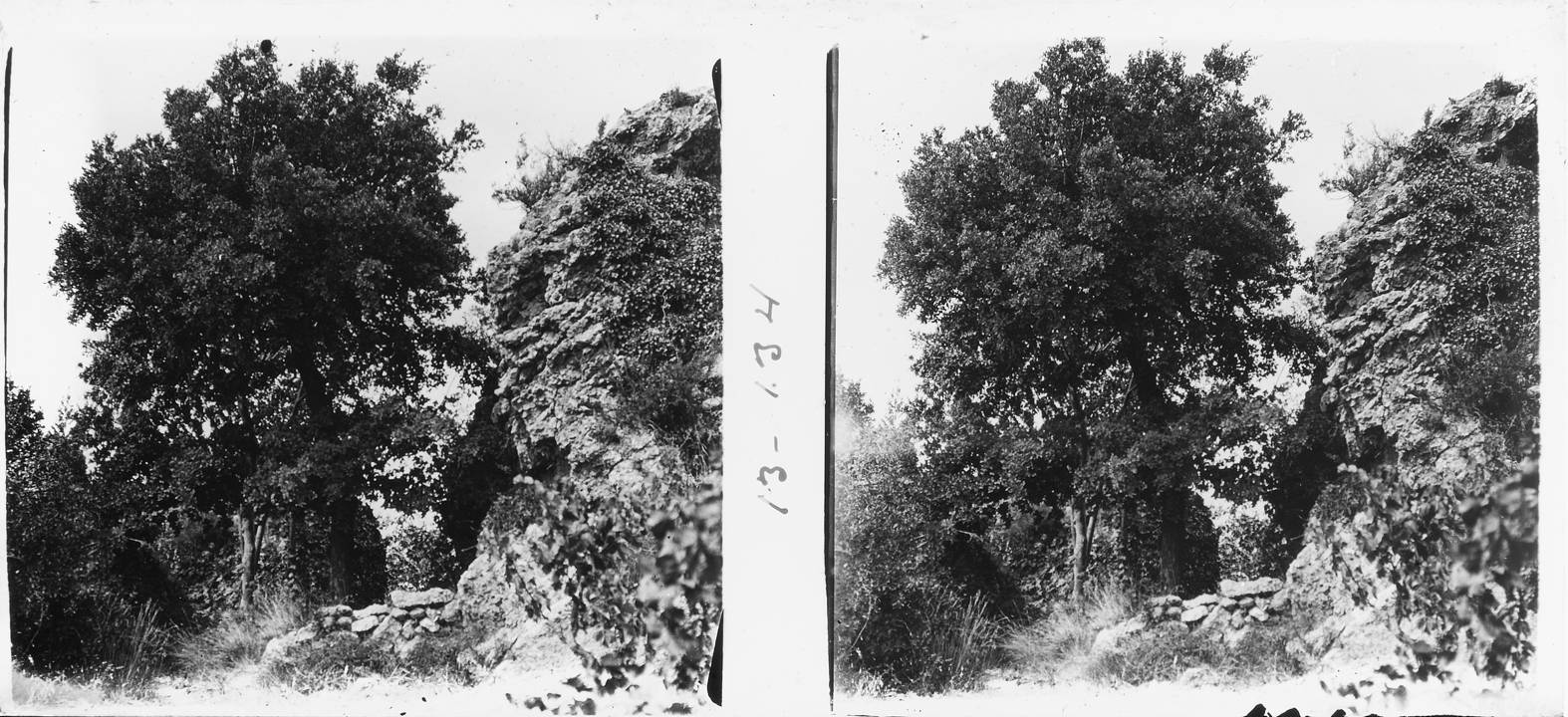
A les Escletxes. Josep Salvany i Blanch (1913)

Les Escletxes al municipi del Papiol són unes esquerdes naturals de certa espectacularitat situades a la serra de Collserola vora el Puig Madrona.
Obertes en una unitat de roca calcària d'edat miocena, han sigut ocasionades per l'assentament damunt un terreny argilós i estovat per filtracions naturals.
Tenien renom internacional, però foren gairebé destruïdes els anys cinquanta, en fer ciment de la seva pedra, malgrat l'oposició de l'ajuntament. Algunes d'elles són actualment visitables pel seu interior.